# Persone di cognome Jacobs
| Questa pagina contiene informazioni ricavate automaticamente dalle voci biografiche con l'ausilio del template Bio e di un bot. L'aggiornamento è periodico e automatico e ricostruisce completamente la pagina. Se manca una persona in questa lista, sei pregato di non aggiungerla, ma accertati piuttosto che la sua voce biografica contenga il template Bio e che i dati anagrafici siano correttamente compilati. Se il template Bio manca, inseriscilo tu stesso o, in alternativa, metti l'avviso {{tmp\|Bio}} che ne segnala la mancanza. Se i dati riportati sono sbagliati, correggi direttamente la voce biografica; le modifiche saranno visibili in questa lista entro pochi giorni. Per chiarimenti vedi il progetto antroponimi. La lista contiene solo le 74 persone che sono citate nell'enciclopedia e per le quali è stato implementato correttamente il template Bio. Pagina aggiornata al 7 giu 2025. |

Questa è una lista di persone presenti nell'enciclopedia che hanno il cognome Jacobs, suddivise per attività principale.

## Allenatori di calcio(3)
- Ariël Jacobs, allenatore di calcio e ex calciatore belga (Vilvoorde, n. 1953)
- Bert Jacobs, allenatore di calcio olandese (Zandvoort, n. 1941 - † 1999)
- Stu Jacobs, allenatore di calcio e ex calciatore neozelandese (n. 1965)

## Allenatori di pallacanestro(1)
- Ron Jacobs, allenatore di pallacanestro statunitense (Marion, n. 1942 - Makati, † 2015)

## Antropologhe(1)
- Jane Jacobs, antropologa, scrittrice e attivista statunitense (Scranton, n. 1916 - Toronto, † 2006)

## Armonicisti(1)
- Little Walter, armonicista, chitarrista e cantante statunitense (Marksville, n. 1930 - Chicago, † 1968)

## Astisti(1)
- Clare Jacobs, astista statunitense (Madison, n. 1886 - Detroit, † 1971)

## Attori(4)
- Chosen Jacobs, attore statunitense (Springfield, n. 2001)
- Danny Jacobs, attore e doppiatore statunitense (Michigan, n. 1968)
- Billy Jacobs, attore statunitense (Laclede, n. 1910 - Glendale, † 2004)
- Rusty Jacobs, attore, giornalista e conduttore radiofonico statunitense (New York, n. 1967)

## Attrici(3)
- Devery Jacobs, attrice canadese (Kahnawake, n. 1993)
- Gillian Jacobs, attrice statunitense (Pittsburgh, n. 1982)
- Piper Laurie, attrice statunitense (Detroit, n. 1932 - Los Angeles, † 2023)

## Calciatori(5)
- Jamie Jacobs, calciatore olandese (Purmerend, n. 1997)
- Joey Jacobs, calciatore olandese (Purmerend, n. 2000)
- Keaghan Jacobs, calciatore sudafricano (Johannesburg, n. 1989)
- Michael Jacobs, calciatore inglese (Rothwell, n. 1991)
- Quinton Jacobs, ex calciatore namibiano (Windhoek, n. 1979)

## Cantanti(1)
- Debbie Jacobs, cantante e filantropa statunitense (Baltimora, n. 1955)

## Cestiste(1)
- Amber Jacobs, ex cestista e allenatrice di pallacanestro statunitense (Elkhart, n. 1982)

## Cestisti(3)
- Fred Jacobs, cestista statunitense (Joliet, n. 1922 - Golden, † 2008)
- Julian Jacobs, ex cestista statunitense (Las Vegas, n. 1994)
- Akira Jacobs, cestista giapponese (Yokohama, n. 2004)

## Cicliste su strada(1)
- Elsy Jacobs, ciclista su strada e pistard lussemburghese (Pfaffenthal, n. 1933 - Loudéac, † 1998)

## Ciclisti su strada(2)
- Johan Jacobs, ciclista su strada e ciclocrossista svizzero (Zurigo, n. 1997)
- Pieter Jacobs, ex ciclista su strada belga (Brasschaat, n. 1986)

## Compositori(1)
- Jim Jacobs, compositore, librettista e paroliere statunitense (Chicago, n. 1942)

## Controtenori(1)
- René Jacobs, controtenore e direttore d'orchestra belga (Gand, n. 1946)

## Filologi(1)
- Friedrich Jacobs, filologo classico tedesco (Gotha, n. 1764 - † 1847)

## Fumettisti(1)
- Edgar P. Jacobs, fumettista belga (Bruxelles, n. 1904 - Lasne, † 1987)

## Giocatori di curling(1)
- Brad Jacobs, giocatore di curling canadese (Sault Sainte Marie, n. 1985)

## Giocatori di football americano(6)
- Brandon Jacobs, ex giocatore di football americano statunitense (Houma, n. 1982)
- Dartez Jacobs, giocatore di football americano statunitense (Atlanta, n. 1993)
- Jack Jacobs, giocatore di football americano statunitense (Holdenville, n. 1919 - Greensboro, † 1974)
- Jerry Jacobs, giocatore di football americano statunitense (Atlanta, n. 1997)
- Josh Jacobs, giocatore di football americano statunitense (Tulsa, n. 1998)
- Ricky Jacobs, ex giocatore di football americano statunitense (Colorado Springs, n. 1990)

## Giocatrici di softball(1)
- Sue Jacobs, giocatrice di softball e calciatrice neozelandese (n. 1950 - † 2012)

## Imprenditori(1)
- Klaus Johann Jacobs, imprenditore svizzero (Brema, n. 1936 - Küsnacht, † 2008)

## Ingegneri(1)
- Hans Jacobs, ingegnere tedesco (n. 1907 - † 1994)

## Insegnanti(1)
- Frances Wisebart Jacobs, docente e filantropa statunitense (Harrodsburg, n. 1843 - Denver, † 1892)

## Medici(1)
- Jean-Charles Jacobs, medico e entomologo belga (n. 1821 - † 1907)

## Mezzofondiste(1)
- Regina Jacobs, ex mezzofondista statunitense (Los Angeles, n. 1963)

## Militari(2)
- Jack Howard Jacobs, militare statunitense (Brooklyn, n. 1945)
- Josef Jacobs, militare e aviatore tedesco (Kreuzkapelle, n. 1894 - Monaco di Baviera, † 1978)

## Musicisti(1)
- Arnold Jacobs, musicista e insegnante statunitense (Filadelfia, n. 1915 - Chicago, † 1998)

## Nuotatori(1)
- Chris Jacobs, ex nuotatore statunitense (n. 1964)

## Orafi(1)
- Jan Jacobs, orafo e filantropo fiammingo (Bruxelles, n. 1575 - Bologna, † 1650)

## Partigiani(1)
- Rudolf Jacobs, partigiano e militare tedesco (Brema, n. 1914 - Sarzana, † 1944)

## Politiche(1)
- Sara Jacobs, politica statunitense (Del Mar, n. 1989)

## Politici(2)
- Chris Jacobs, politico statunitense (Buffalo, n. 1966)
- Wilfred Jacobs, politico antiguo-barbudano (n. 1919 - † 1995)

## Pugili(1)
- Daniel Jacobs, pugile statunitense (Brownsville, n. 1987)

## Rapper(2)
- Sheek Louch, rapper statunitense (New York, n. 1974)
- Shock G, rapper e produttore discografico statunitense (New York, n. 1963 - Tampa, † 2021)

## Registi(4)
- Azazel Jacobs, regista e sceneggiatore statunitense (Manhattan, n. 1972)
- Gregory Jacobs, regista, sceneggiatore e produttore cinematografico statunitense (New Jersey, n. 1957)
- Ken Jacobs, regista statunitense (Brooklyn, n. 1933)
- Werner Jacobs, regista, sceneggiatore e montatore tedesco (Berlino, n. 1909 - Monaco di Baviera, † 1999)

## Sceneggiatori(1)
- Robert Nelson Jacobs, sceneggiatore statunitense (n. 1954)

## Schermidori(1)
- Peter Jacobs, ex schermidore britannico (Pinner, n. 1938)

## Scrittrici(1)
- Harriet Jacobs, scrittrice statunitense (Edenton, n. 1815 - Washington, † 1897)

## Stilisti(1)
- Marc Jacobs, stilista statunitense (New York, n. 1963)

## Storici(1)
- David Michael Jacobs, storico e saggista statunitense (n. 1942)

## Tenniste(1)
- Helen Hull Jacobs, tennista statunitense (Globe, n. 1908 - † 1997)

## Teologi(1)
- Louis Jacobs, teologo e rabbino britannico (Manchester, n. 1920 - Londra, † 2006)

## Tiratori di fune(1)
- Harry Jacobs, tiratore di fune statunitense

## Triatleti(1)
- Pete Jacobs, triatleta australiano (Sydney, n. 1981)

## Velociste(1)
- Simmone Jacobs, ex velocista britannica (n. 1966)

## Velocisti(1)
- David Jacobs, velocista britannico (Cardiff, n. 1888 - Llandudno, † 1976)

## Wrestler(1)
- Kane, wrestler, attore e politico statunitense (Torrejón de Ardoz, n. 1967)

## Senza attività specificata(2)
- Aletta Jacobs, medica olandese (Sappemeer, n. 1854 - Baarn, † 1929)
- Joseph Jacobs, australiano (Sydney, n. 1854 - Yonkers, † 1916)